# Rudolfiella
Rudolfiella, viết tắt Rud.  là một chi lan, gồm tám loài bản địa của vùng nhiệt đới Nam Mỹ, Trinidad và Panama.

## Các loài
- Rudolfiella aurantiaca  (Lindl.) Hoehne (1949)
- Rudolfiella bicornaria  (Rchb.f.) Hoehne (1953)
- Rudolfiella floribunda  (Schltr.) Hoehne (1953)
- Rudolfiella lindmaniana  (Kraenzl.) Hoehne (1953)
- Rudolfiella peruviana  D.E.Benn. & Christenson (1998)
- Rudolfiella picta  (Schltr.) Hoehne (1953
- Rudolfiella sabulosa
- Rudolfiella saxicola